# Süddeutsche Zeitung
Die Süddeutsche Zeitung (SZ) ist eine deutsche überregionale Abonnement-Tageszeitung. Sie wird seit 1945 von der Süddeutsche Zeitung GmbH, die zum Süddeutschen Verlag gehört, in München verlegt. Der Süddeutsche Verlag befindet sich seit Februar 2008 zu 81,25 Prozent im Besitz der Südwestdeutschen Medien Holding (SWMH) mit Sitz in Stuttgart, deren Hauptgesellschafter die Medien Union und die Gruppe Württembergischer Verleger sind. Die weiteren Anteile hält die Verlegerfamilie Friedmann.
Die Chefredakteure sind Wolfgang Krach und Judith Wittwer. Vorsitzender des Herausgeberrates ist Thomas Schaub.

## Profil und Ausrichtung
Die Süddeutsche Zeitung wird seit 1945 verlegt und wird von Journalisten als eines der deutschsprachigen Leitmedien eingestuft. Laut ihrem Redaktionsstatut erstrebt die Süddeutsche Zeitung „freiheitliche, demokratische Gesellschaftsformen nach liberalen und sozialen Grundsätzen“. In der Außenwahrnehmung wird sie als linksliberal bzw. „etwas links von der Mitte“ eingestuft. Ein in Kreisen der Neuen Rechten verbreitetes Schmähwort ist „Alpen-Prawda“.
Spezifisch für die Süddeutsche Zeitung ist das Gewicht, das sie der Kultur einräumt. Das Feuilleton folgt direkt auf den politischen Teil. Neben der Glosse Streiflicht oben auf der Titelseite ist die „Seite 3“ ein besonderes Merkmal, in der eigenen Schreibweise DIE SEITE DREI. Hier erscheinen täglich Reportagen und Hintergrundartikel. Auf der vierten Seite, der Meinungsseite, findet man täglich einen von bekannten SZ-Autoren verfassten Leitartikel. Außerdem liegt jeden Freitag das SZ-Magazin bei. Bis 2017 gab es, ebenfalls am Freitag, eine Beilage mit einer Auswahl englischsprachiger Artikel der New York Times. An Donnerstagen gibt es in der Auflage für die Region München die Veranstaltungsbeilage SZ-Extra. Samstags erscheint die SZ seit dem 18. Oktober 2014 unter dem Titel Süddeutsche Zeitung am Wochenende in einer erheblich erweiterten Version, die nicht nur Tageszeitung, sondern auch Sonntags- bzw. Wochenzeitung sein soll.
Die Süddeutsche Zeitung unterhält in Deutschland Redaktionsbüros in Berlin, Düsseldorf, Frankfurt am Main, Hamburg, Karlsruhe, Leipzig und Stuttgart.
2014 trat die Süddeutsche Zeitung einem Rechercheverbund mit den öffentlich-rechtlichen Rundfunkanstalten NDR und WDR bei.

## Geschichte

### Anfänge

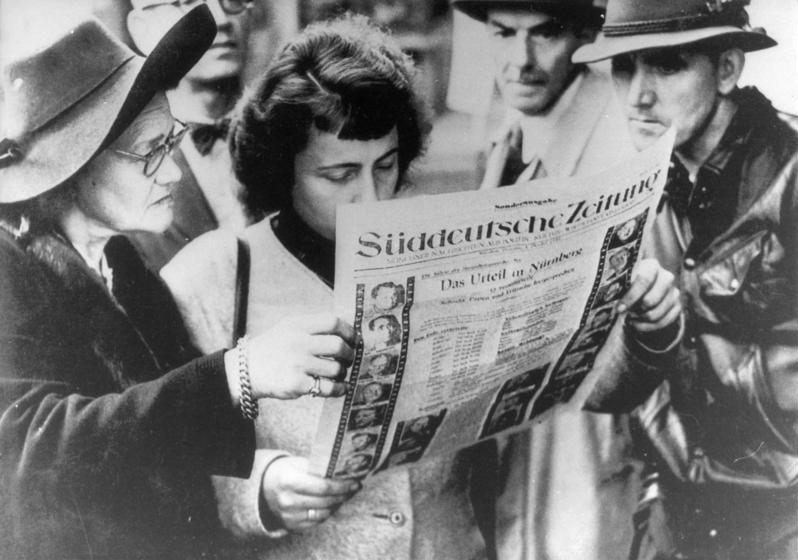
Zeitungsleser mit einer Sonderausgabe der Süddeutschen Zeitung nach der Urteilsverkündung der Nürnberger Prozesse, 1. Oktober 1946

Nach dem Zweiten Weltkrieg wurde Deutschland von den Alliierten besetzt. Am 28. Juni 1945 erließen die Westalliierten als Besatzungsmächte über ihr Oberkommando der Psychological Warfare Division die Direktive Nr. 3, in der die Zulassung von Zeitungen geregelt wurde. Die erste Lizenz für die Herausgabe einer Zeitung in Bayern nach dem Zweiten Weltkrieg wurde August Schwingenstein, Edmund Goldschagg und Franz Josef Schöningh erteilt. Mit der Übergabe der Lizenzen durch Oberst Bernard B. McMahon, Kommandeur des Nachrichten-Kontrollwesens in Bayern, ging am 6. Oktober 1945 die erste Ausgabe der Süddeutschen in Druck.
Die Süddeutsche, deren Namensidee von Wilhelm Hausenstein stammt, war als überregionale Zeitung mit einer Stadtausgabe für München konzipiert. Sie übernahm die Räumlichkeiten der am 28. April 1945 eingestellten Zeitung Münchner Neueste Nachrichten wie das Redaktions- und das Druckhaus. Die erste Ausgabe erschien zum Preis von 20 Pfennig als Lizenzzeitung Nr. 1 der Nachrichtenkontrolle der Militärregierung Ost. Die Lizenz wurde ihr als so genannte „wichtige meinungsbildende“ Tageszeitung erteilt. Eine Wochenschau von 1945 zeigt, wie ein amerikanischer Soldat den Bleisatz von Hitlers Mein Kampf in einem symbolischen Akt ins Feuer gibt, aus dessen Schmelze die ersten Druckplatten der Süddeutschen Zeitung gegossen wurden.
Aus dem Geleitwort auf Seite 1 der ersten Ausgabe:

„Zum Geleit – Zum ersten Male seit dem Zusammenbruch der braunen Schreckensherrschaft erscheint in München eine von Deutschen geleitete Zeitung. Sie ist von den politischen Notwendigkeiten der Gegenwart begrenzt, aber durch keine Zensur gefesselt, durch keinen Gewissenszwang geknebelt. Die Süddeutsche Zeitung ist nicht das Organ einer Regierung oder einer bestimmten Partei, sondern ein Sprachrohr für alle Deutschen, die einig sind in der Liebe zur Freiheit, im Haß gegen den totalen Staat. Im Abscheu gegen alles, was nationalsozialistisch ist.
Die Leiter der Zeitung, verschiedenen Parteien entstammend, glauben, daß nach zwölf Jahren schmachvoller Gewissensknechtung und aufbefohlener Lüge der gemeinsame Wille zu politischer Mündigkeit und Sauberkeit, zu Verantwortungsbewußtsein und Wahrhaftigkeit eine genügend starke Grundlage für eine fruchtbare Zusammenarbeit bildet. […] Wir beginnen auf schmaler Plattform mit geringen Mitteln und spiegeln damit die allgemeine Lage. Wir glauben, daß wir in nicht allzu ferner Zeit auch den allmählichen Aufstieg spiegeln werden.“

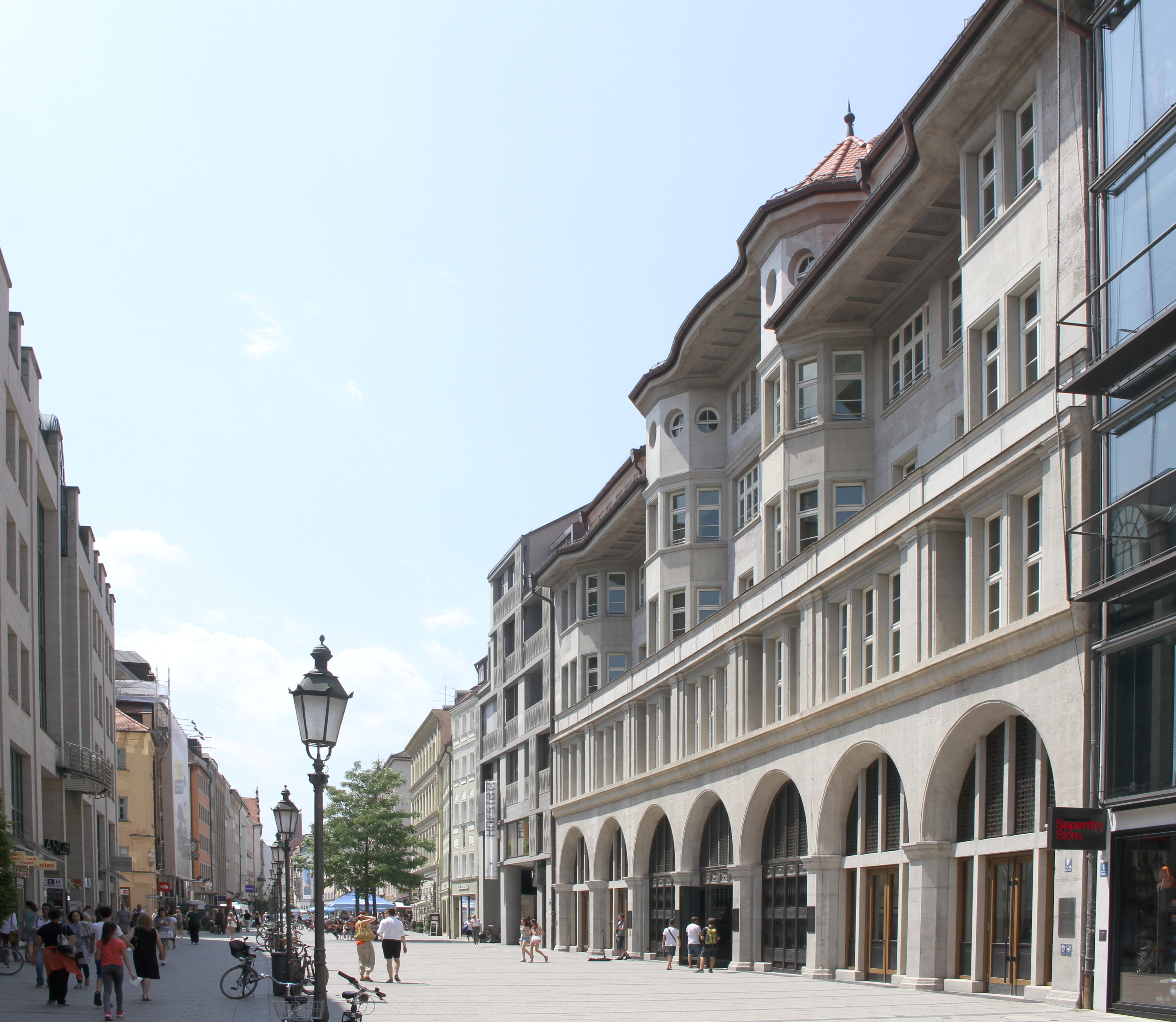
Sendlinger Straße 8 in München: bis Oktober 2008 Redaktionsgebäude der Süddeutschen Zeitung

Im Jahr 1946 wurde Werner Friedmann vierter Lizenzträger und war von 1951 bis 1960 auch Chefredakteur der SZ. Gemeinsam mit den anderen Lizenzträgern wurde er Gesellschafter des am 25. Juli 1947 gegründeten Süddeutschen Verlags, dem die Produktion der Süddeutschen Zeitung seitdem obliegt. Bis August 1949 stand die Süddeutsche unter Überwachung der US-amerikanischen Militärregierung, die als tolerant galt. Sie achtete jedoch auf die konsequente Trennung von sachlichen Nachrichteninformationen und Meinungen. Ebenso kritisch überwacht wurden Äußerungen mit Verdacht auf nationalsozialistische Gesinnung. Bei antisemitischen Anzeichen reagierten die Besatzer kritisch.
Ebenfalls war Kritik an der Besatzungsbehörde selbst von der Überwachung betroffen. Ein sehr empfindliches Thema war die Berichterstattung über die sowjetischen Alliierten. Infolge eines Kommentars von Friedmann aus dem Jahr 1946 durfte die Süddeutsche über 30 Tage lediglich vier Seiten pro Ausgabe publizieren. In der Bevölkerung brachte der Vorfall der Süddeutschen Sympathie ein. Nachdem sich die Verhältnisse der West-Alliierten mit der Sowjetunion verschlechterten, blieben vergleichbare Artikel ab 1947 ohne Konsequenzen. Mit Inkrafttreten des neuen bayerischen Pressegesetzes am 3. Oktober 1949 wurde die Nachrichtendienstabteilung der Militärregierung aufgelöst.
Die Süddeutsche erschien bis Januar 1947 zunächst dreimal pro Woche. Zwischen Februar und August 1947 konnte die Süddeutsche aufgrund Papiermangels nur zweimal pro Woche erscheinen. Anschließend erschien die Zeitung wieder dreimal pro Woche, bis sie am 18. September 1949 Tageszeitung wurde.
Nicht thematisiert wurde in der Frühphase der Zeitung, dass mehrere ihrer führenden Köpfe in das NS-Regime verstrickt waren, darunter der Mitherausgeber Franz Josef Schöningh, Chefredakteur Hermann Proebst und Innenpolitikchef Hans Schuster. Liberale und Antifaschisten hatten es einer Untersuchung Knud von Harbous zufolge in den Anfangsjahren in der Zeitung schwer gehabt.

### Weitere Entwicklung im 20. Jahrhundert
Die Süddeutsche baute ab 1965 ein eigenes Auslandskorrespondentensystem auf. Während diese Berichterstatter zunächst noch für mehrere Zeitungen gleichzeitig arbeiteten, stellte die Süddeutsche später Korrespondenten ein, die ausschließlich für sie arbeiten. Im Jahr 1991 wurde ein Korrespondent, der im Grenzgebiet zu Serbien in einem Pressefahrzeug saß, erschossen.
Ab den 1970er Jahren veröffentlichte die Süddeutsche eigene Regional- und Landkreisausgaben für Bad Tölz-Wolfratshausen, Dachau, Ebersberg, Erding, Freising, Fürstenfeldbruck und Starnberg.
Auf Initiative der SZ-Redakteure unterzeichneten ihre Gesellschafter am 4. August 1971 mit der Geschäftsführung, dem Betriebsrat sowie der Redaktion ein Redaktionsstatut. Darin wird festgehalten, dass die Mitglieder der Chefredaktion von der Gesellschafterversammlung bestimmt werden. Allerdings kann eine Mehrheit von zwei Dritteln der Redaktionsmitglieder durch Berufungen oder Abberufungen solche Entscheidungen blockieren.
Im Jahr 1988 schloss der Süddeutsche Verlag mit dem Independent, der La Repubblica und der El País einen Vertrag zum Austausch von Artikeln sowie für eine mögliche Kooperation der Korrespondenten.

### Entwicklung seit 2000
Seit Beginn der Krise auf dem Anzeigenmarkt der Tageszeitungen im Jahre 2000 verschlechterte sich auch die Lage der Süddeutschen Zeitung zusehends. Es mussten neue Gesellschafter ins Boot geholt werden: Mit 18,75 Prozent kaufte sich die Südwestdeutsche Medien Holding (Stuttgarter Zeitung etc.) in den die Süddeutsche Zeitung herausgebenden Süddeutschen Verlag ein, die wiederum zu rund 44 Prozent der Medien Union GmbH Ludwigshafen (Die Rheinpfalz etc.) gehört. Aus Kostengründen wurden 2002 die Jugendbeilage Jetzt und die 1999 eingeführte Berlin-Seite eingestellt. Die 2002 gestartete Regionalausgabe für Nordrhein-Westfalen wurde bereits 2003 wieder eingestellt. 950 Arbeitsplätze wurden abgebaut. Die wirtschaftliche Situation hat sich zwischenzeitlich umgekehrt: Der Fehlbetrag 2002 betrug 76,6 Mio. Euro; 2003 ergab sich ein Überschuss von 0,6 Mio. Euro und 2004 ein erneutes Plus von 37,1 Mio. Euro.
Das SZ-Magazin wurde im Mai 2000 in einen Skandal verwickelt, nachdem bekannt wurde, dass es gefälschte Prominenten-Interviews des Journalisten Tom Kummer veröffentlicht hatte. Dessen fragwürdiges Verhältnis zur Beziehung von Realität und Fiktion war seit längerem bekannt gewesen.
Ein gravierendes Revirement erlebte die Feuilleton-Redaktion im Frühjahr 2001. Zunächst wechselten vier namhafte Feuilleton-Redakteure von der Frankfurter Allgemeinen Zeitung zur Süddeutschen Zeitung: Franziska Augstein, Thomas Steinfeld, Ulrich Raulff und Lothar Müller. Wie in solchen Fällen üblich, kommentierten die Betreffenden die Kündigungen nicht. Andere Kommentatoren vermuteten ein zunehmendes Unbehagen der Redakteure am Führungsstil von FAZ-Mitherausgeber und Feuilleton-Leiter Frank Schirrmacher. Denn dies war bereits die dritte Kündigungsrunde unter der Ägide Schirrmachers.
Im Gegenzug hatte SZ-Chefredakteur Hans Werner Kilz seinerseits einen Exodus von profilierten Feuilletonredakteuren nach nur wenigen Wochen im März 2001 hinzunehmen. Mit Ressortchef Claudius Seidl, Niklas Maak, Georg Diez, Edo Reents, Filmkritiker Michael Althen und dem Medienchef Alexander Gorkow verließ eine „sehr eng zusammenarbeitende Gruppe im Feuilleton der SZ“ das Haus und ging zur FAZ.
2001 schrieb die SZ über die Kinderlosigkeit des japanischen Kaiserpaares. In einer Titelstory prangte es über dem Foto des Kaiserpaares auf dessen Schritthöhe: „Tote Hose“. Die Empörung in Japan war groß.
Im Frühjahr 2001 gab es einen bundesweit beachteten Konflikt zwischen der Lufthansa und dem Verlag sowie der Redaktion der Süddeutschen Zeitung um deren Berichterstattung zum damaligen Pilotenstreik und die plötzliche Kürzung der SZ-Bordauflage bei der Lufthansa um etwa 10.000 Exemplare. Die freie Münchner Journalistin Tatjana Meier hatte zudem recherchiert, dass dieser Eingriff auf persönliche Initiative des damaligen Lufthansa-Vorstandsvorsitzenden Jürgen Weber zustande kam, der die SZ aufgrund ihrer Berichterstattung zum Pilotenstreik intern als „Drecksblatt“ bezeichnete, das er an Bord seiner Flugzeuge nicht haben wolle. Etliche überregionale deutsche Medien wie Stern, Der Spiegel oder auch die Frankfurter Rundschau lehnten eine Veröffentlichung dieser Informationen ab – mutmaßlich aus Angst vor Kürzungen bei der eigenen Bordauflage. Die Recherchen wurden schließlich zuerst im Ausland publiziert – im britischen Guardian. Eine Debatte über Wirtschaftsmacht und innere wie äußere Pressefreiheit in Deutschland folgte. Der Deutsche Rat für Public Relations (DRPR) arbeitete den Fall auf und sprach eine Mahnung aus.

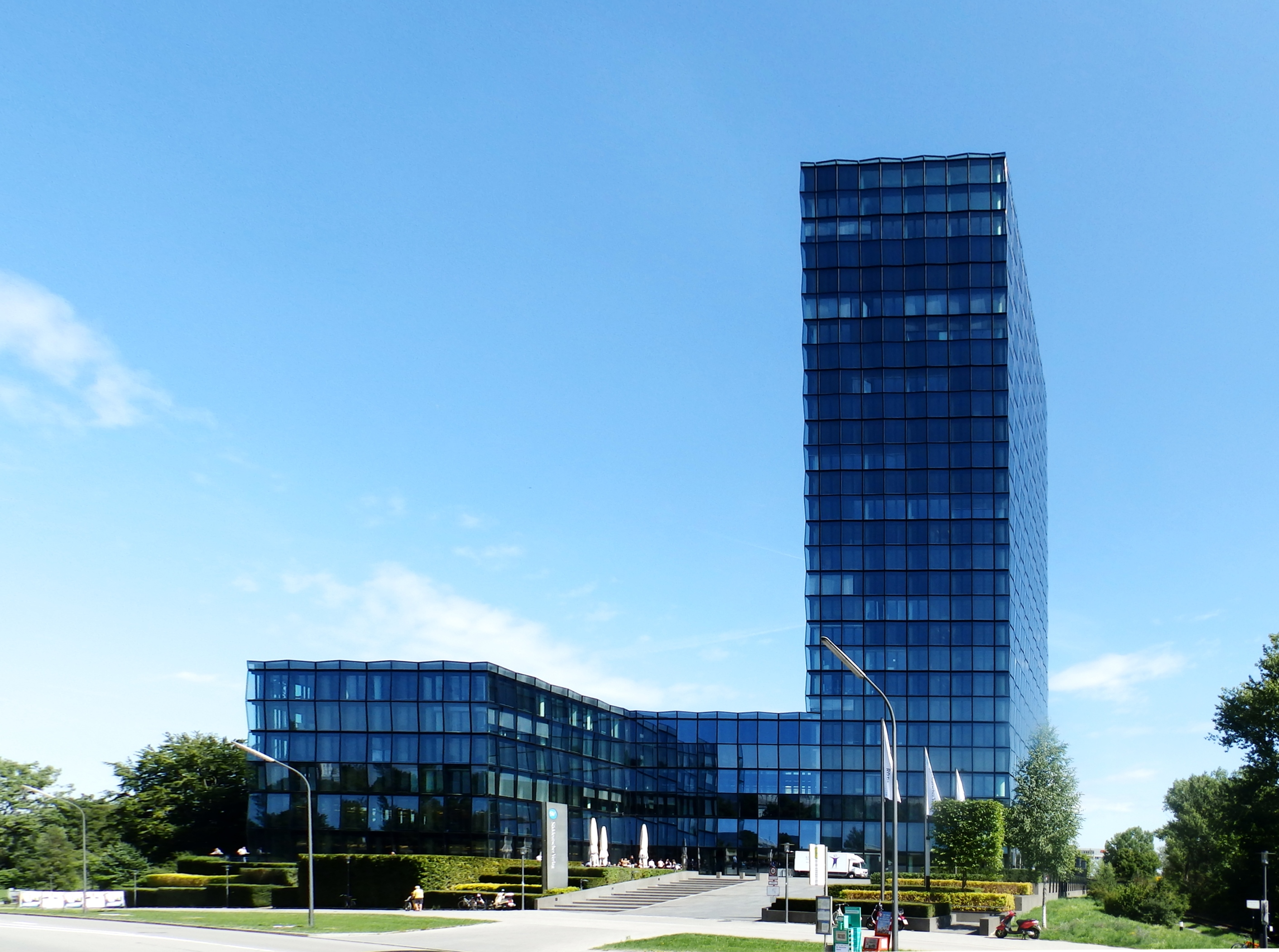
SV-Hochhaus, Zentrale des Süddeutschen Verlags in Zamdorf

Im Jahr 2004 wurde die Süddeutsche Zeitung Gegenstand kommunalpolitischer Auseinandersetzungen in München. Es ging um den Neubau der Konzernzentrale in München-Zamdorf. Das Gebäude sollte als Hochhaus entstehen. Gegen die städtebauliche Auswirkung dieses und weiterer Hochhäuser sperrte sich jedoch eine Bürgerinitiative um die Ex-Oberbürgermeister Georg Kronawitter und Hans-Jochen Vogel. Ein durch sie initiierter Bürgerentscheid brachte am 21. November 2004 schließlich die Entscheidung: Mit 50,8 Prozent der Stimmen entschieden die Münchner, dass in der Stadt kein Hochhaus höher sein darf als die Frauenkirche. Für den Süddeutschen Verlag bedeutete dies eine Überarbeitung der Pläne für die neue Konzernzentrale. Das SV-Hochhaus wurde schließlich mit einer Höhe von 99,95 Metern gebaut.
Zusammen mit dem Nachrichtenmagazin Der Spiegel und den Zeitungen der Axel Springer AG kündigte die Süddeutsche Zeitung Anfang August 2004 ihre Rückkehr zur klassischen Rechtschreibung an, wozu die FAZ sich bereits im August 2000 entschieden hatte. Im Jahr 2006 sprach sich die Redaktion der Süddeutschen Zeitung mit FAZ und Spiegel zu einer gemeinsamen konservativen Auslegung des neuen Duden ab, der in seiner 24. Auflage erstmals in etlichen Fällen zurück zur alten Schreibung geht und/oder diese mit der gelben Farbhinterlegung „empfiehlt“. Seither gilt bei der Süddeutschen Zeitung der Grundsatz: alte Schreibung, wo sie laut Duden zulässig ist; neue, wo die alte nicht mehr erlaubt oder nicht mehr aufgeführt ist.
Im November 2006 verlor die Süddeutsche Zeitung zusammen mit der FAZ einen Prozess gegen das Literaturmagazin Perlentaucher. Die Zeitungen klagten gegen den Weiterverkauf der Zusammenfassungen ihrer Literatur-Rezensionen an den Online-Buchhändler buecher.de, wodurch sie ihre Urheberrechte verletzt sahen.
Seit 2007 verantwortet die Magazin Verlagsgesellschaft Süddeutsche Zeitung (MVG) alle Magazine und Supplements.
Mit Wirkung zum 29. Februar 2008 verkauften vier der fünf verbliebenen Gesellschafterfamilien im Dezember 2007 ihre Anteile am Verlag der Süddeutschen Zeitung an die Südwestdeutsche Medien Holding, die damit ihren Anteil auf insgesamt 81,25 Prozent aufstockte.
Entsprechend änderte sich die Zusammensetzung des „Herausgeberrates der Süddeutschen Zeitung“. Ihm gehörten nun an: Eberhard Ebner (Sprecher der Gruppe Württembergischer Verleger), Johannes Friedmann (Vorsitz), Thomas Schaub (Medien Union) und Christoph Schwingenstein. Der Herausgeberrat „bestimmt die grundsätzliche inhaltliche Ausrichtung und das Erscheinungsbild der Süddeutschen Zeitung und fällt wichtige personelle Entscheidungen“.
Anfang 2015 erhielt die Zeitung aus einer anonymen Quelle einen 2,6 Terabyte großen Datensatz mit vertraulichen Informationen einer Kanzlei aus Panama, die für zahlreiche einflussreiche Persönlichkeiten aus Politik und Wirtschaft Briefkastenfirmen eingerichtet und verwaltet hatte. Gemeinsam mit dem Internationales Netzwerk investigativer Journalisten und etwa 400 Kollegen sichteten Journalisten der SZ die Daten über ein Jahr lang, bevor sie am Abend des 3. April 2016 um 20 Uhr an die Öffentlichkeit traten und die Daten aus den Panama Papers veröffentlichten. Diese erwuchsen der bislang größten investigativen Recherche, die je von internationalen Journalisten betrieben wurde. 2017 erhielt die SZ dafür zusammen mit dem International Consortium of Investigative Journalists als erste nicht amerikanische Zeitung den Pulitzer-Preis, der als wichtigste Auszeichnung für Journalisten weltweit angesehen wird.
Ende 2016 wurde bekannt, dass die Süddeutsche Zeitung eine Kooperation mit der Schweizer Firma Tamedia AG eingegangen ist. Tamedia gibt u. a. den renommierten Schweizer Tages-Anzeiger heraus. Öffentlich teilte die SZ mit, sie wolle Kompetenzen austauschen und das Korrespondentennetz durch die Kooperation vergrößern. Jedoch wurde in gleichem Zug den Freien Autoren der SZ ein neuer Vertrag unterbreitet. Er genehmigt dem Verlag der Süddeutschen, die Texte an Dritte weiterzugeben, ohne dafür automatisch ein weiteres Salär für die Freien zu bezahlen. Wer diese Regelung nicht akzeptiert, kann nicht weiter für die SZ schreiben.
Wegen dieser Praxis vergab der Berufsverband freier Autoren „Freischreiber“ den Negativ-Preis der Branche 2016 der Süddeutschen Zeitung. Gleichzeitig erhielt der SZ-Verlagserbe und Mäzen Konrad Schwingenstein für sein kontinuierliches Investment in Projekte, die den digitalen Journalismus vorantreiben, den „Himmel-Preis“ des Verbandes.
Während der Wirtschaftskrise 2020 führte die Zeitung wie zahlreiche andere Medien Kurzarbeit ein. Mitarbeiter kritisierten die Begründung, wegen der COVID-19-Pandemie gebe es weniger zu berichten, damit, dass sich Arbeitsaufkommen und Nachfrage im Gegenteil vergrößert hätten. Im September 2020 wurde der Abbau von 50 Redakteursstellen bekanntgegeben, was etwa 10 Prozent der Redaktion entspricht.
Seit April 2021 arbeiten die Süddeutsche Zeitung und die Frankfurter Allgemeine Zeitung im Rahmen des Joint Venture Republic mit dem Hauptsitz in Berlin, bei dem beide Verlage zu je 50 % beteiligt sind, auf dem überregionalen Werbemarkt zusammen. Die lokalen und regionalen Märkte sowie die digitalen Auftritte der Verlage bleiben davon unberührt.
Im August 2022 gab der Verlag bekannt, die Vorabendlieferungen der Zeitung aus Kostengründen einzustellen. Dabei war an ausgewählten Verkaufsstellen die gedruckte Zeitung bereits am Vorabend erhältlich.

## Auflage
Die Süddeutsche Zeitung konnte von 1998 bis 2007 die verkaufte Auflage steigern bzw. stabilisieren. Seitdem fallen die Verkaufszahlen wieder. Die verkaufte Auflage ist in den vergangenen 10 Jahren um durchschnittlich 3,4 % pro Jahr gesunken. Im vergangenen Jahr hat sie um 4,2 % abgenommen. Sie beträgt gegenwärtig 253.044 Exemplare. Der Anteil der Abonnements an der verkauften Auflage liegt bei 77,9 Prozent.
| 1998   | 1999   | 2000   | 2001   | 2002   | 2003   | 2004   | 2005   | 2006   | 2007   | 2008   | 2009   | 2010   | 2011   | 2012   | 2013   | 2014   | 2015   | 2016   | 2017   | 2018   | 2019   | 2020   | 2021   | 2022   | 2023   | 2024   |
| ------ | ------ | ------ | ------ | ------ | ------ | ------ | ------ | ------ | ------ | ------ | ------ | ------ | ------ | ------ | ------ | ------ | ------ | ------ | ------ | ------ | ------ | ------ | ------ | ------ | ------ | ------ |
| 413587 | 416080 | 418697 | 430594 | 438379 | 437077 | 445959 | 446040 | 444974 | 447614 | 445393 | 435433 | 428266 | 418787 | 411798 | 400647 | 381844 | 367924 | 367579 | 357918 | 345156 | 330222 | 320159 | 314235 | 298066 | 280691 | 268986 |

| 1998   | 1999   | 2000   | 2001   | 2002   | 2003   | 2004   | 2005   | 2006   | 2007   | 2008   | 2009   | 2010   | 2011   | 2012   | 2013   | 2014   | 2015   | 2016   | 2017   | 2018   | 2019   | 2020   | 2021   | 2022   | 2023   | 2024   |
| ------ | ------ | ------ | ------ | ------ | ------ | ------ | ------ | ------ | ------ | ------ | ------ | ------ | ------ | ------ | ------ | ------ | ------ | ------ | ------ | ------ | ------ | ------ | ------ | ------ | ------ | ------ |
| 297805 | 302547 | 305042 | 317043 | 320654 | 316150 | 317108 | 314586 | 310136 | 310751 | 310825 | 310178 | 306809 | 299484 | 294989 | 287325 | 274120 | 268738 | 262939 | 263316 | 255320 | 245999 | 248703 | 245389 | 230794 | 218750 | 210913 |

## Internetportal

Ehemaliges Logo von sueddeutsche.de

Im Internet ist die Süddeutsche Zeitung unter sueddeutsche.de zu finden. Für eine gewisse Zeit diente der Domainname im Schriftsatz der Printausgabe als Logo der Website. Mit Nutzung der Kurzdomain sz.de (und entsprechender Weiterleitung) wird jedoch die Vollnamensform der Printausgabe auch als Online-Logo genutzt (das SZ.de wird jeweils in Großbuchstaben ausgeschrieben). Die Inhalte setzen sich aus eigenen Beiträgen der Online-Redaktion, Texten der Printausgabe und Agenturmeldungen zusammen.

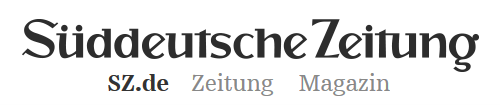
Header der Website sueddeutsche.de

### Geschichte
Zum 50. Geburtstag der Süddeutschen Zeitung startete am 6. Oktober 1995 deren Internet-Ausgabe unter dem Namen „SZonNet“. Das Projekt ging vom SZ-Textarchiv (heute DIZ – Dokumentations- und Informationszentrum München) unter der Leitung von Hella Schmitt aus. Zu Beginn gab es keine eigenen Redakteure, sondern es wurden ausgewählte Inhalte der gedruckten Ausgabe übernommen. 1996 verfasste Oliver Bantle aus der SZ-Wissenschaftsredaktion das erste journalistische online-Konzept. Dieser Blickpunkt Wissenschaft ging im Herbst desselben Jahres mit Angelika Jung-Hüttl als Redakteurin online. Sie erstellte die ersten journalistischen Inhalte, die nicht in der Zeitung standen. Die redaktionelle Verantwortung lag beim damaligen Leiter der SZ-Wissenschaftsredaktion, Martin Urban. Im Frühjahr 1998 ging das Reise Journal ins Netz. Wenke Heß schrieb das Konzept und setzte es als Redakteurin um.
Die wirtschaftliche Leitung ging zunächst auf die SV Teleradio GmbH, später auf die SV New Media GmbH über, deren Geschäftsführer Gerhard Andreas Schreiber war, beides Tochtergesellschaften des Süddeutschen Verlags. Im Vorfeld der Bundestagswahl 1998 ging der Blickpunkt Politik online. Er wurde unter Federführung von Heribert Prantl konzipiert, Leiter Innenpolitik und inzwischen auch Mitglied der Chefredaktion. Die Redakteure waren Oliver Bantle (Innenpolitik) und Thomas Becker (Außenpolitik). Nachrichten, Dossiers, Interviews und Kommentare ergänzten das Blatt. Die Online-Artikel standen unter redaktioneller Verantwortung der zuständigen Politikressorts der Zeitung. 1999 startete ein Kulturmagazin von Bernd Graff ins Netz. Die Überführung des ehemaligen Faxdienstes SZ-Finanz in eine Online-Wirtschaftsredaktion mit Paul Katzenberger, Hans von der Hagen, Martin Hesse und weiteren Redakteuren führte zu einer deutlichen Vergrößerung der Redaktion.
Mit Patrick Illinger bekam die Online-Ausgabe im Jahr 2000 zum ersten Mal einen Chefredakteur; die Redaktion wurde in sueddeutsche.de umbenannt. Helmut Martin-Jung wurde erster Chef vom Dienst. In dieser Zeit stießen auch Susanne Herda und Nicola Holzapfel zur Redaktion. Gleichzeitig wuchs die Zahl der technischen Mitarbeiter bei der betreuenden SV-Tochter Süd-Data. Die gestiegene Mitarbeiterzahl und der damit verbundene erhöhte Raumbedarf führte dazu, dass die Redaktion in angemietete Büroräume an den Rindermarkt zog. Nach Personaleinsparungen verließ Illinger die Online-Ausgabe bereits Ende 2001, auf dem Chefredakteursposten folgte ihm CvD Helmut Martin-Jung nach.
Am 18. Dezember 2006 startete das Internet-Portal der Süddeutschen Zeitung (sueddeutsche.de), mit neuem Design, Konzept und Chefredakteur. Bis 2006 war Helmut Martin-Jung Chefredakteur, ihm folgte Hans-Jürgen Jakobs, der zuvor die Medienseite der Süddeutschen Zeitung geleitet hatte. Im Dezember 2010 wurde Stefan Plöchinger neuer Chefredakteur. Nach 2006 ist die Redaktion auf 25 festangestellte Redakteure und mehr als zehn Pauschalisten gewachsen.
Strategische Überlegungen führten Ende 2006 dazu, unter dem neuen Chefredakteur Hans-Jürgen Jakobs die Größe der Mannschaft wieder aufzustocken. Jakobs blieb bis zum Ende des Jahres 2010 Chefredakteur von sueddeutsche.de – er übernahm im Anschluss die Ressortleitung des Wirtschaftsteils der Süddeutschen Zeitung gemeinsam mit Marc Beise. Im Februar 2011 trat Stefan Plöchinger, der von Spiegel Online kam, seine Arbeit als neuer Chefredakteur von sueddeutsche.de an. Seit Mai 2014 ist er Mitglied der SZ-Chefredaktion. Im Januar 2018 löste Julia Bönisch Plöchinger als Chefredakteurin ab, ihr folgten im November 2019 Iris Mayer und Ulrich Schäfer.
Seit dem 10. Dezember 2007 beschränkte sueddeutsche.de die Kommentarfunktion der Online-Artikel auf den Zeitraum von Montag bis Freitag zwischen 8 und 19 Uhr. Zur Begründung gab sueddeutsche.de an, die Kommentare der „Suedcafé“-Mitglieder würden außerhalb dieser Zeiten „eingefroren“, da keine Moderation möglich sei. Um die Qualität der Diskussion zu heben, sei eine stärkere Moderation erforderlich. Die Süddeutsche Zeitung reagierte damit auf ein Urteil des Landgerichts Hamburg, das vorschreibt, bei brisanten Themen Kommentare vorab zu kontrollieren. Es wird kritisiert, dass die Redaktion die Leserkommentare oft auch dann nicht zur Kenntnis nimmt, wenn auf eindeutige Fehler in den kommentierten Berichten hingewiesen wird. Hierzu existiert jedoch zu jedem Artikel ein Kontaktformular, das für solche Fälle verwendet werden sollte. Mitte 2014 wurde die Kommentarfunktion, die bisher bei jedem Artikel gegeben war, eingestellt.
Anfang 2012 wurde die Seite in Süddeutsche.de umbenannt und das Logo dem Schriftzug der Süddeutschen Zeitung angepasst. Am 26. November 2012 erfolgte eine umfassende Neugestaltung; seither werden die Hausschriften der Druckausgabe auch für den Online-Auftritt verwendet.
Als eine der ersten überregionalen Qualitätszeitungen änderte die Süddeutsche Zeitung den Modus der Leserkommentare. Die Kommentierung unter den Artikeln wurde Anfang September 2014 durch ein Meinungsforum ersetzt. „Auf der eigentlichen Nachrichtenseite störten oft Trolle das Diskussionsklima. Sie besser abzuwehren und das Niveau der Debatten zu heben sei das Ziel, so der Chefredakteur.“
Eine umfassende Überarbeitung erfuhr der Online-Auftritt am 24. März 2015. Die Website wurde in die drei Bereiche gegliedert: SZ.de (News-Portal), Zeitung (komplette gedruckte Zeitung als digitale Ausgabe) und Magazin (Online-Portal des SZ-Magazins). Zeitgleich wurde die bereits im Winter 2014 angekündigte Paywall in Form einer Mischung aus dem Freemium- und dem Metered-Modell eingeführt. Pro Nutzer und Woche sollen zehn Texte kostenlos abrufbar sein, weitere Artikel können nur nach Abschluss eines Digital-Abos „SZ Plus“ oder Kauf eines Tagespasses gelesen werden. Aufwändige Inhalte wie das Streiflicht oder Die Seite Drei stehen unabhängig von der Anzahl der bereits gelesenen Artikel nur gegen Bezahlung zur Verfügung. „SZ-Plus“-Abonnenten können neben allen Online-Artikeln auch auf die digitalen Ausgaben der gedruckten Zeitung zugreifen, die auf der Website in der Rubrik Zeitung und als Smartphone- und Tablet-Apps bereitgestellt werden. Einen kostenlosen Mehrwert bietet der neue E-Mail- und WhatsApp-Newsletter SZ Espresso, ein kompakter Nachrichtenüberblick am Morgen und am Abend.
Im Mai 2016 wurde bekannt, dass Unbekannte die Webseite der Süddeutschen Zeitung gehackt und Nutzerdaten entwendet haben.

### Nutzungsdaten
Besuche der Internetpräsenz der Süddeutschen Zeitung

Die Besucherzahlen sind den Nutzungsdaten zufolge bis 2015 sehr stark angestiegen. Im März 2015 wurde eine Bezahlschranke eingeführt, die für 2015 zu einem Rückgang führte. Von 2017 bis 2019 blieb die Zahl der Besuche etwa konstant. Im Januar 2022
wurden pro Besuch der Internetseite 2,13 Seiten abgerufen.
Im Verlagsumfeld werden verschiedene Apps angeboten. Die größte Verbreitung hat dabei die App SZ.de – Nachrichten – Süddeutsche Zeitung in der Kategorie „1.000.000+ Installationen“ von der Süddeutsche Zeitung Digitale Medien GmbH.
Laut Messung der meistbesuchten Websites in Deutschland von Alexa Rank belegte sie am 4. April 2020 den 54. Platz.

### Podcasts
Die Süddeutschen Zeitung gibt mehrere über das eigene Internetportal verfügbare Podcasts heraus, die auch bei Onlinediensten wie Deezer, Spotify oder iTunes verfügbar sind. Bekannt ist unter anderem der Nachrichten-Podcast „Auf den Punkt“, dessen erste Ausgabe 2018 erschien.

## Personen

### Chefredakteure
- Werner Friedmann (1951–1960)
- Hermann Proebst (1960–1970)
- Hans Heigert (1970–1984)
- Dieter Schröder (1985–1995)
- Gernot Sittner (1989–2006)[68][69]
- Hans Werner Kilz (1996–2010)[69]
- Kurt Kister (2011–2020)[69]
- Wolfgang Krach (seit 2015)[69]
- Judith Wittwer (seit 2020)[70]

### Redakteure
- Franziska Augstein
- Tomas Avenarius (Auslandskorrespondent)
- Werner Bartens (Wissenschaftsressort)
- Marc Beise (Ressortleiter Wirtschaft)
- Immanuel Birnbaum (Leiter Außenpolitik; † 1982)
- Jens Bisky (Feuilletonredakteur)
- Thilo Bode (Auslandskorrespondent; † 2014)
- Klaus Brill (Auslandskorrespondent, Ressortleiter Reportage)
- Constanze von Bullion (Korrespondentin für Berlin und Brandenburg)
- Rudolph Chimelli (Auslandskorrespondent; † 2016)
- Matthias Drobinski (Redakteur für Kirche und Religion)
- Detlef Esslinger (Ressortleiter Innenpolitik, Meinung)
- Alexandra Föderl-Schmid (Nachrichtenchefin)
- Karin Friedrich (Lokalredakteurin; † 2015)
- Holger Gertz (Reporter und Streiflichtautor)
- Alexander Gorkow (Ressortleiter Reportage, Feuilleton)
- Gunter Groll (Filmkritiker; † 1982)
- Axel Hacke (Kolumnist, Buchautor)
- Hans Holzhaider (Gerichtsreporter)
- Patrick Illinger (Wissenschaft, Auslandskorrespondent)
- Joachim Käppner (Stellvertreter Innenpolitik, Leiter der Lokalredaktion)
- Cathrin Kahlweit (Auslandskorrespondentin)
- Joachim Kaiser (Musik- und Theaterkritiker; † 2017)
- Ursula von Kardorff († 1988)
- Hans Ulrich Kempski (Reporter; † 2007)
- Hilmar Klute (Verantwortlicher Redakteur für das Streiflicht)
- Christiane Kohl (Korrespondentin)
- Stefan Kornelius (Ressortleiter Außenpolitik)
- Franz Kotteder (Kultur und Reportagen)
- Wolfgang Koydl (Auslandskorrespondent)
- Andrian Kreye (Leitung Feuilleton)
- Hans Leyendecker (investigativer Journalist)
- Helmut Lölhöffel (Korrespondent)
- Giovanni di Lorenzo (Leiter des Reportage-Ressorts)
- Helmut Mauró (Musikkritiker)
- Renate Meinhof (Reporterin)
- Lothar Müller (Kritiker im Feuilleton)
- Ernst Müller-Meiningen junior (Rechtspolitik, † 2006)
- Christoph Neidhart (Japan- u. Südkorea-Korrespondent)
- Frederik Obermaier (investigativer Journalist)
- Klaus Ott (investigativer Journalist)
- Nikolaus Piper (Ressortleiter Wirtschaft, Buchautor)
- Peter Pragal (Korrespondent in Ost-Berlin)
- Heribert Prantl (Kolumnist, Buchautor)
- Annette Ramelsberger (Ressortleiterin Bayern, Gerichtsreporterin)
- Herbert Riehl-Heyse (Reporter; † 2003)
- Albrecht Roeseler (Feuilletonchef; † 1994)
- Ulrich Schäfer (Ressortleiter Wirtschaft)
- Christopher Schmidt (Redakteur für Literatur; † 2017)
- Doris Schmidt (Kunstkritikerin; † 2008)
- Gustav Seibt (Feuilleton-Redakteur)
- Karin Steinberger (Leiterin des Reportage-Ressorts)
- Thomas Steinfeld (Leitung Feuilleton)
- Rainer Stephan (Streiflichtautor, Buchautor)
- Kai Strittmatter (Auslandskorrespondent)
- C. Bernd Sucher (Theaterkritiker)
- Erwin Tochtermann (Gerichtsreporter)
- Hermann Unterstöger (Kolumnist, Sprachkritiker; † 2025)
- Martin Urban (Gründung und Leitung Wissenschaftsredaktion)
- Thomas Urban (Osteuropa-Korrespondent, Buchautor)
- Carlos Widmann (Auslandskorrespondent)
- Johannes Willms (Feuilletonchef; † 2022)
- Willi Winkler
- Sonja Zekri (Feuilletonredakteurin, Auslandskorrespondentin)

### Herausgeberrat
Dem Herausgeberrat gehören der Vorsitzende Thomas Schaub (Geschäftsführer der Medien Union), Richard Rebmann (ehemaliger Vorsitzender der Geschäftsführung der Südwestdeutsche Medien Holding) und Oliver Friedmann (Minderheitseigentümer) an. Oliver Friedmann rückte am 24. Juni 2021 für seinen Vater Johannes Friedmann nach, der bis dahin Vorsitzender des Gremiums war.

## Bestandteile der SZ mit SZ-Magazin
- Das tägliche Streiflicht links oben auf der Titelseite
- Seite 3 – tägliche Reportage über wechselnde Themen auf der dritten Seite der Zeitung
- Meinungsseite – Kommentare werden als Meinung gekennzeichnet und von den Nachrichten getrennt auf dieser Seite veröffentlicht.
- Beilage mit Auszügen der New York Times zunächst jeden Montag, später jeden Freitag von Anfang Mai 2004[11] bis Ende 2017
- Russland Heute, monatliche Beilage von Dezember 2010 bis Februar 2014

## Kritik

### Antisemitismus und Nahostkonflikt
Die Süddeutsche Zeitung bezog von Anfang an Stellung gegen Antisemitismus und andere Formen von Rassismus, dennoch kam es bei ihr im Lauf der Jahre wiederholt zu Kontroversen um als antisemitisch empfundene Veröffentlichungen.
Nachdem die SZ im August 1949 einen zustimmenden Kommentar Wilhelm Emanuel Süskinds zur These des alliierten Hochkommissars John Jay McCloy vom Verhältnis der Deutschen zu den Juden als „Feuerprobe für die deutsche Demokratie“ veröffentlicht hatte, druckte sie unkommentiert neben zwei positiven Leserbriefen auch einen ab, dessen Verfasser das provokante Pseudonym „Adolf Bleibtreu“ (eine Anspielung auf Adolf Hitler) und die fiktive Adresse in der „Palästinastraße“ angab, was von einem Korrektor dann in „Palestrinastraße“ geändert wurde. Darin wurde bezüglich der Juden das Bedauern zum Ausdruck gebracht, „dass wir nicht alle vergast haben“. Eine Demonstration von 2000 aufgebrachten Holocaustüberlebenden gegen die Süddeutsche Zeitung, bei der auch Pflastersteine flogen, versuchte die bayerische Polizei vergeblich unter Einsatz von Schlagstöcken und Schusswaffen unter Kontrolle zu bringen. Schließlich intervenierte die US-Militärregierung, befahl der Polizei den Rückzug und deeskalierte mit eigenen Kräften. Der deutsch-jüdische SZ-Lizenzträger und SZ-Mitherausgeber Werner Friedmann kritisierte „(i)n eigener Sache“ öffentlich in scharfer Form die unsensible Leserbriefauswahl seines Blattes.
Verschiedentlich wurde der SZ vorgeworfen, dass einige ihrer Texte zum Nahostkonflikt einseitig oder stereotypisierend zum Nachteil Israels wären. 2012 veröffentlichte die SZ das umstrittene Prosagedicht Was gesagt werden muss von Günter Grass, in dem dieser Israel unterstellte, mit seinen Atomwaffen den „ohnehin brüchigen Weltfrieden“ zu gefährden und einen „Erstschlag“ zur Auslöschung des iranischen Volkes zu planen.
Auch mehrere als antisemitisch empfundene Karikaturen führten zu Kontroversen: Als Ariel Scharon 2004 angesichts zunehmender antisemitischer Übergriffe in Frankreich den dortigen Juden die Auswanderung nach Israel nahelegte, sorgte dies in Frankreich für Empörung. Die SZ veröffentlichte dazu eine Karikatur der Rückenansicht eines Mannes von ähnlicher Statur wie Scharon, der durch eine Kippa und einen sechszackigen Stern als Jude gekennzeichnet war, durch ein französisches Lokal wütete und fragte: „Warum spüre ich keine Sympathie?“ Medien in Israel und Deutschland, die dortige israelische Botschaft und auch Leser sahen „den Juden“ an sich antisemitisch bzw. als „Jud' mit Stern“ dargestellt und protestierten. Die Redaktion der SZ entschuldigte sich. Im Juli 2013 verwendete das Feuilleton der SZ ein ursprünglich für eine Gourmet-Zeitschrift ohne Israelbezug veröffentlichtes Bild des Grafikers Ernst Kahl von einem gehörnten Wesen mit der Bildunterschrift „Israels Feinde halten das Land für einen gefräßigen Moloch“, um zwei Rezensionen israelkritischer Sachbücher zu illustrieren. Kahl äußerte sich entsetzt, als er von diesem Kontext erfuhr. Die SZ bezeichnet die Veröffentlichung als „Fehler“. 2014 veröffentlichte sie eine Karikatur von Burkhard Mohr, die Facebook-Gründer Mark Zuckerberg als alles beherrschende Datenkrake darstellte. Das Bild nutzte diverse Versatzstücke der Darstellung des „internationalen Juden“ aus der Bildsprache des „Stürmers“: fleischige Lippen, lockiges Haar und lüsternes Grinsen. Der Antisemitismusforscher Götz Aly warf der SZ vor, mit der Karikatur den Trend für antisemitische Häme gegen Zuckerberg gesetzt zu haben. Als 2018 Dieter Hanitzsch klassisch antisemitische Symbole in einer Karikatur vereinte und das Bild des „kriegstreibenden Juden“, der die Welt regiert, bediente, kritisierte der Antisemitismusbeauftragte der Bundesregierung Felix Klein: „Hier werden Assoziationen an die unerträglichen Zeichnungen der nationalsozialistischen Propaganda geweckt. Auch wenn Karikaturen ironisieren und provozieren sollen, ist hier eine rote Linie überschritten worden. […] Mit einer derartigen geschmacklosen Zeichnung entwertet man jede berechtigte Kritik an den Handlungen der israelischen Regierung“. Die SZ entschuldigte sich.
Seit geraumer Zeit fokussierte sich der SZ-Musikkritiker Helmut Mauró auf den jüdischen Pianisten Igor Levit und warf diesem 2019 in einer Konzertrezension vor, dass seine Musikalität nur erarbeitet, aufgesagt, ja „vorgespielt“ sei. Christiane Peitz, Leiterin des Kulturressorts beim Tagesspiegel, sah in dieser Argumentation die Stereotype der Angriffe Richard Wagners gegen Felix Mendelssohn Bartholdy. Wagner hatte jüdische Komponisten und insbesondere Mendelssohn über Jahrzehnte hinweg antisemitisch herabgewürdigt und ihnen die Befähigung zu echter Musikalität abgesprochen. Im Zusammenhang mit der Verleihung des Bundesverdienstkreuzes an Levit u. a. für sein öffentliches Eintreten gegen Antisemitismus erhob Mauró dann am 16. Oktober 2020 in der SZ gegen Levit den Vorwurf, eine „Opferanspruchsideologie“ zu vertreten und ein „opfermoralisch begründbares Recht auf Hass und Verleumdung“ auszuüben. Levit bezeichnete Maurós Aussage daraufhin als „unzweideutig antisemitisch konnotiert“. Laut Levit hatte SZ-Chefredakteur Krach zunächst betont, hinter Maurós Beitrag zu stehen. Dieser erregte jedoch öffentlich starken Widerspruch: So bezeichnete es Bernhard Neuhoff, Klassik-Redaktionsleiter beim BR, als klassische „Täter-Opfer-Umkehr“, dass es als „ideologisch und verleumderisch bezeichnet wird, wenn sich ein Jude darüber aufregt, dass Juden in Deutschland mit dem Tod bedroht werden“. Wenig später entschuldigte sich Krach zusammen mit Co-Chefredakteurin Judith Wittwer dann doch und räumte ein, dass manche den Text als antisemitisch empfänden.

### Wirtschaftspolitik
In medienkritischen Untersuchungen wird auch die Süddeutsche Zeitung analysiert. Besonders ausführlich untersucht wurden die Bereiche Sicherheits- und Verteidigungspolitik sowie die Berichterstattung und Kommentierung der Finanzkrise. Eine Studie der gewerkschaftsnahen Otto Brenner Stiftung von Hans-Jürgen Arlt und Wolfgang Storz von März 2010 zum Thema „Wirtschaftsjournalismus in der Krise – Zum massenmedialen Umgang mit Finanzmarktpolitik“ betrachtete unter anderem eingehend die Arbeitsweise der Süddeutschen Zeitung von Frühjahr 1999 bis Herbst 2009. Die Studie kommt zu dem Schluss, dass der tagesaktuelle deutsche Wirtschaftsjournalismus als Beobachter, Berichterstatter und Kommentator des Finanzmarktes und der Finanzmarktpolitik bis zum offenen Ausbruch der globalen Finanzmarktkrise schlecht gearbeitet habe. Vor allem SZ, FAZ und HB hätten viel zu lange an einem Deutungsrahmen festgehalten – der Markt reguliert via Preis das Wirtschaftsgeschehen effizient, der Staat soll sich heraushalten – der den Ereignissen nicht mehr gerecht geworden sei. „Deshalb war sogar ihre zunehmend qualitätsvollere Berichterstattung in der Krise mit einem Orientierungschaos verbunden. Sie reflektierten diese Defizite nicht und blockierten sich so, zu einem neuen Verständnis zu kommen.“ Dieser Reflexionsmangel habe sich als ein echtes Hindernis für die Gesellschaft zu lernen entpuppt.
Eine Studie des Duisburger Instituts für Sprach- und Sozialforschung um Margarete Jäger und Regina Wamper aus dem Jahr 2015 legt eine von Seiten der SZ wertende und gegenüber der deutschen Bundesregierung politisch konforme Berichterstattung im Bereich der griechischen Staatsschuldenkrise nahe.
Laut Informationen der Lobbyismusagentur Deekeling Arndt Advisors nahm das Deutsche Atomforum Einfluss auf das Veröffentlichungsdatum eines möglicherweise atomkritischen Berichtes in der Süddeutschen Zeitung. Eine ursprünglich geplante Veröffentlichung zum Zusammenhang zwischen Kinderkrebs und Kernkraftwerken soll so auf einen Zeitpunkt nach der Bundestagswahl 2009 verschoben worden sein. Heribert Prantl, Mitglied der Chefredaktion der Süddeutschen Zeitung, bestritt auf Nachfrage, dass es eine derartige Einflussnahme gegeben hätte.

### Urheberrechtsreform der Europäischen Union
Die Süddeutsche Zeitung setzte sich in einer Reihe von Artikeln zur Urheberrechtsreform der Europäischen Union sehr engagiert für die vorgeschlagene Reform ein. Heribert Prantl schrieb, bei dem Widerstand gegen die Reform „handelt [es] sich um Lügen und Finten der Internet-Großkonzerne. Sie haben die Netzgemeinde mit diesen Lügen eingewickelt. Diese Konzerne tarnen ihre Geschäftsinteressen mit heuchlerisch idealistischem Gerede“. Der Leiter des Feuilletons Andrian Kreye sah in dem Protest gegen das Urheberrecht eine Unterstützung „datengieriger US-Konzerne“. Die Süddeutsche Zeitung befand sich damit in Übereinstimmung mit mehreren überregionalen Zeitungen und dem Bundesverband Deutscher Zeitungsverleger (BDZV) sowie mit über 240 europäischen Verbänden, die Autoren, Komponisten, Schriftsteller, Journalisten und Fotografen vertreten. Ihre Haltung wurde von zahlreichen Gegnern der Reform kritisiert. Die Reform wurde am 26. März 2019 vom Europaparlament verabschiedet.

### Berichterstattung zu Hubert Aiwanger
Im Zusammenhang mit einem als „Auschwitz-Pamphlet“ bezeichneten Flugblatt, das nach Recherchen der Süddeutschen Zeitung dem bayerischen Wirtschaftsminister Hubert Aiwanger in dessen Zeit als Oberstufenschüler zugeschrieben wurde, wurde die Zeitung im August 2023 für ihre Verdachtsberichterstattung kritisiert und ihr vorgeworfen, journalistische Grundsätze nicht eingehalten zu haben: „Sie habe anonyme Aussagen wie Tatsachen behandelt und Journalismus mit Aktivismus verwechselt“, kommentierte Alexander Kissler in der Neuen Zürcher Zeitung (NZZ). Er unterstellte der SZ „Absicht“ und forderte „personelle Konsequenzen“.
Der Medienjournalist Stefan Niggemeier (Übermedien) sah ein Problem darin, dass Aiwanger 1988 minderjährig war und die ganze Episode mit der Schule in einem eigentlich geschützten Raum stattgefunden habe. Darüber hinaus berichte die SZ nicht nüchtern über die Vorwürfe. Dadurch liefere sie jenen Munition, die ihr die Agenda unterstellten, „Aiwanger kurz vor der Wahl wegzuschreiben“.
Der Deutsche Journalisten-Verband (DJV) wies den von Hubert Aiwanger erhobenen Vorwurf einer Kampagne gegen diesen zurück. Es sei Aufgabe von Journalistinnen und Journalisten, kritisch über das politische Spitzenpersonal zu berichten, „auch wenn das den Damen und Herren Politikern nicht gefällt“.
Die Medienrechtler Tobias Gostomzyk und Karl-Nikolaus Peifer hielten die Berichterstattung der SZ grundsätzlich für zulässig. Nach Gostomzyk ist es nicht zu beanstanden, dass die Publikation kurz vor der Landtagswahl erfolgte, denn sie diente der Wählerinformation. Nach Peifer gilt auch für Aiwanger als öffentliche Person kein Recht auf Vergessenwerden, da gerade diesem „populistische und rechtsextreme Äußerungen bei seinen Wahlkampfauftritten vorgeworfen“ worden seien. Allerdings habe sich die Zeitung nicht auf Tatsachen beschränkt, sondern Meinung einfließen lassen. Das sei ein wertendes Framing.
Der SZ-Chefreporter Roman Deininger gab bei Anne Will wenig später zu, die Tonalität insbesondere des ersten Artikels habe „den Eindruck erweckt“, „nicht mit maximaler Fairness gegenüber Hubert Aiwanger [zu] agieren“, und bedauerte dies im Namen der SZ. Wenn Aiwanger jedoch in seinen Vorab-Stellungnahmen, so Deininger nach n-tv.de, „glaubhaft gemacht hätte, dass sein Bruder der Verfasser gewesen sei, dann wäre die Geschichte in der SZ nicht erschienen. Denn es gebe kein öffentliches Interesse an der Vergangenheit des Bruders.“
Der Deutsche Presserat wies mehrere Beschwerden gegen die Berichterstattung zur Flugblatt-Affäre als unbegründet zurück. Es habe ein erhebliches öffentliches Interesse bestanden. Die Recherche wurde 2024 mit dem Stern-Preis ausgezeichnet, was von Niggemeier als intransparent kritisiert wurde.

### Indiskretionen und interne Untersuchung
Ende 2023 berichtete der Branchendienst Medieninsider über fragwürdige Textübernahmen der stellvertretenden SZ-Chefredakteurin Alexandra Föderl-Schmid. Wenige Tage später berichtete Medieninsider über Interna einer SZ-Redaktionskonferenz, in der es ebenfalls um diese Causa ging. Die Chefredaktion der SZ ordnete in Abstimmung mit Betriebsrat und Redaktionsausschuss eine Untersuchung der Redaktion an. Laut Medieninsider wurden dabei „Verbindungen über Festnetztelefone ausgewertet wie auch Netzwerke und E-Mail-Kommunikation der Journalisten“. Nach SZ-Darstellung beschränkte sich die Untersuchung auf einen automatisierten Abgleich des Datenverkehrs im Redaktionsnetzwerk mit IP-Adressen von Medieninsider. Ein Informant konnte nicht identifiziert werden. Die Zeitung rechtfertigte die Überprüfung mit dem „Schutz des Redaktionsgeheimnisses“.
Die Überprüfung wurde von Reporter ohne Grenzen (ROG) und dem Deutschen Journalisten-Verband (DJV) kritisiert. ROG-Sprecherin Katja Gloger urteilte, diese werfe „hinsichtlich des journalistischen Grundprinzips des Quellenschutzes ernsthafte Fragen auf“. Der DJV kommentierte, die Untersuchung habe „außer einem dicken Kratzer am Image des Blattes […] nichts gebracht. Aber das ist schlimm genug.“
Gegenüber dem Spiegel bedauerte Chefredakteur Wolfgang Krach die Späh-Aktion. Man habe aus dem Augenblick heraus und aus Empörung gehandelt: „Aber wir haben zu wenig im Blick gehabt, dass uns als investigativem Medium vorgeworfen werden kann, mit zweierlei Maß zu messen: dass wir einerseits von Leaks journalistisch profitieren, aber andererseits versuchen, das Leck zu finden, wenn wir selbst Opfer eines solchen Angriffs geworden sind.“
Föderl-Schmid zog sich am 5. Februar bis zur Klärung der Textübernahmen aus der Redaktion zurück. Zur Klärung der Textübernahmen in den Artikeln der SZ beauftragte die Redaktion am 7. Februar eine Kommission mit dem früheren Spiegel-Chefredakteur Steffen Klusmann, der Leiterin der Deutschen Journalistenschule Henriette Löwisch und dem Journalistik-Professor Klaus Meier.

## Erscheinungsbild

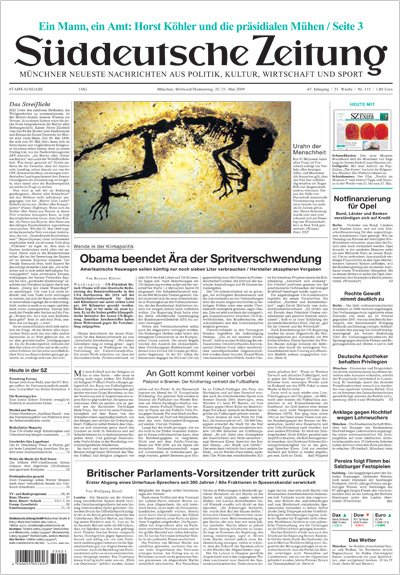
Titelseite Süddeutsche Zeitung vom 20. Mai 2009

In den Anfangsjahren ab 1945 hatte die Süddeutsche Zeitung meist nur einen Umfang von 4–6 Seiten und nutzte daher eine 6-Punkte-Schrift in fünf Spalten, um viel Text unterzubringen. Überschriften wurden anfangs noch in der Frakturschrift National gesetzt, da keine Alternativen verfügbar waren.
In den 1950er Jahren erhielt die Süddeutsche Zeitung ihr charakteristisches Erscheinungsbild mit Excelsior als Hauptschrift und serifenlosen Überschriften, letztere erst in Gill Sans und ab 1965 in Helvetica. Einige Textelemente wurden auch in Times gesetzt. Die charakteristische Struktur der ersten Seiten, mit einer Reportage auf Seite 3 und Leitartikel, Kommentaren und Karikaturen auf Seite 4 wurde Mitte der 1960er Jahre von damaligen Chefredakteur Hermann Proebst eingeführt.
Der Bleisatz wurde 1984 durch Fotosatz ersetzt und seit 1987 wird ein Redaktionssystem benutzt. Im Juni 1988 wechselte die Süddeutsche Zeitung zum größeren nordischen Format, mit nunmehr sechs Textspalten. Seit 2012 wird der Text in der neuentwickelten Schriftart SZ Text gesetzt, die von der Excelsior abgeleitet wurde. Für Überschriften wird seitdem die ebenfalls neu entwickelte SZ Sans genutzt.

## Verwandte Publikationen
Neben der Printausgabe der Süddeutschen Zeitung gibt es noch Publikation in verschiedenen Medien:
- Das Süddeutsche Zeitung Magazin erscheint immer freitags als Beilage der Süddeutschen Zeitung.
- Jetzt ist ein Onlinemagazin für 18- bis 30-Jährige. Von 1993 bis 2002 erschien es als wöchentliche Beilage und von 2011 bis 2017 als vierteljährliche Beilage.
- Süddeutsche Zeitung Dossier ist ein Newsletter-basierter politischer Informationsdienst, der seit 2023 täglich mit verschiedenen Briefings erscheint.[115]
- Süddeutsche Zeitung Wissen war ein vom 4. Dezember 2004 bis zum 22. Mai 2009 erscheinendes Wissensmagazin.[116] Es erschien zunächst zweimonatlich und ab Herbst 2007 zehnmal pro Jahr.[117]
- Süddeutsche Zeitung Wir war ein am 5. November 2008 einmalig erscheinendes Familienmagazin.[118]
- Süddeutsche Zeitung Langstrecke erscheint seit dem 31. März 2015 vierteljährlich als Sammlung ausgewählter Beiträge aus der Süddeutschen Zeitung.[119]
- Süddeutsche Zeitung Familie war ein vom 25. April 2017 bis zum 15. Oktober 2019 zweimonatlich erscheinendes Familienmagazin.[120]
- Süddeutsche Zeitung TV (1993–1998 S-Zett, 1998–2006 Süddeutsche TV)[121] wurde vom 26. Januar 1993 bis zum 16. Januar 2011 in einem dctp-Fensterprogramm auf VOX ausgestrahlt.[122]
- Süddeutsche TV Thema wurde vom 20. Januar 2013 bis zum 29. Dezember 2016 auf Sat.1 Gold ausgestrahlt.[123]
- Weitere Supplements waren Kinderleben (alternativ: Kind|er|Leben), Wohlfühlen und Golfspielen.[124]

## SZ-Bibliothek

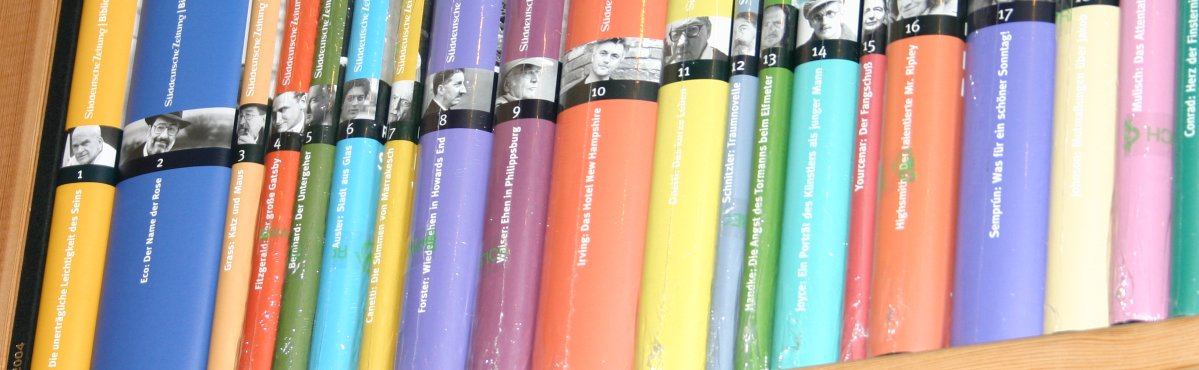
Bände 1 bis 20 der SZ-Bibliothek

Ab 2004 wurde mit verschiedenen Marketingmaßnahmen Neuland betreten. Angeregt wurden diese Aktivitäten, die man als Produktlinienerweiterung bezeichnet, von ähnlichen Aktionen. Die erfolgreichste war die Etablierung einer Süddeutsche Zeitung Bibliothek („50 große Romane des 20. Jahrhunderts“ im Wochenrhythmus), die mit einigen Besonderheiten an den Start ging:
- Benennung der Reihe in Anlehnung an echte Rankings wie die Zeit-Bibliothek.
- Verschenken des ersten Bandes an jeden Käufer oder Abonnenten der Süddeutschen Zeitung vom 20. März 2004.
- Sehr niedriger Preis im Vergleich zu den in der Buchbranche gewöhnlich kalkulierten Preisen: weniger als 5 Euro für festgebundene Bücher.
- Teure Publikumswerbung: wöchentlich mehrfach vierfarbige Anzeigen und Anzeigenstrecken in SZ und SZ-Magazin; im Laufe des Jahres dann auch Anzeigen in anderen Zeitschriften (Brigitte, Spiegel etc.), die für die niedrigpreisige Ware „Buch“ in dieser Massierung üblicherweise nicht kalkulierbar sind.
- Mischung von Bestsellern und Longsellern (Der Name der Rose) mit günstigeren Lizenzen (veraltete Ausgabe von Amerika).
- Platzierung am Markt als qualitativ hochwertige Auswahl mit Kanoncharakter durch redaktionell aufgemachte Werbung auf der ersten Seite und der ersten Seite des Feuilletons der jeweiligen Samstagsausgabe, dem Erscheinungstermin des jeweiligen Bandes; zusätzlich „redaktionelle“ Werbung am Tag davor. Als Autoren fungierten die Redakteure der Süddeutschen Zeitung, von denen gesagt wird, sie hätten die ursprüngliche große Lizenzeinkaufsliste zusammengestellt.
- Nutzen sämtlicher Verkaufsstellen, die einem Zeitungsvertrieb zur Verfügung stehen: vor allem Kioske, Tankstellen, Zeitungsstände und Buchhandlungen.
- Günstiger Lizenzeinkauf bei den Rechteinhabern mit dem Argument der Masse; damit Verringerung des Risikos, falls sich ein Titel möglicherweise schlechter verkaufen sollte. Es wurden 80.000 komplette Serien, insgesamt sogar mehr als 11 Mio. Bücher verkauft. In Österreich wurde diese Serie unter gleichem Namen ebenfalls vertrieben, hier von der Tageszeitung Der Standard, an welcher der Süddeutsche Verlag bis 2008 mit 49 Prozent beteiligt war.

Beginnend mit Frühstück bei Tiffany (Truman Capote) stockte man ab 21. April 2007 weitere 50 Bände auf (je einen Euro teurer).
Nach dem gleichen Muster wurde am 20. Oktober 2004 eine CD-Klassik-Edition gestartet, der Klavier Kaiser, eine Sammlung von 20 CDs, bei der 14 bekannte Pianisten vom Musikkritiker Joachim Kaiser kommentiert werden. Begleitet wurde diese Aktivität zusätzlich von Hörfunksendern. Bis April 2005 wurden hier 75.000 Ausgaben verkauft. Die SZ Klassik wurde Ende Oktober 2006 um die Jahrhundert Geiger erweitert, Aufnahmen von 16 großen Geigern.
Mit diesen Zusatzaktivitäten, die gleichzeitig Werbung bei den potentiellen Zielgruppen machen, erlöste die Süddeutsche Zeitung im Jahr 2004 zusätzliche Umsätze von 26 Mio. Euro.
Am 5. März 2005 startete die SZ-Cinemathek, eine Sammlung von 100 Kinofilmen großer Regisseure auf DVD. Begleitend wird in der Wochenend-Ausgabe der Süddeutschen Zeitung der aktuelle Film von bekannten Personen aus der Filmwelt, wie z. B. Caroline Link und Volker Schlöndorff besprochen. Alles läuft ab nach dem Muster der SZ-Bibliothek inkl. Freiexemplar zum Start für jeden Käufer. Hier wurden bis Mitte April 2005 bereits 20.000 komplette Serien und insgesamt 600.000 DVDs verkauft. (Zu einer kritischen Einschätzung dieser Sammlung siehe Artikel Filmgeschichte.) Mittlerweile wurde die Cinemathek ergänzt um die SZ-Junge Cinemathek, SZ-Cinemathek Screwball Comedy, SZ-Cinemathek Série Noire, SZ-Cinemathek Traumfrauen, SZ-Deutsche Thriller, SZ-Politthriller und SZ-Berlinale.
Im Juni 2005 ging es weiter mit der SZ-Diskothek, im September mit der Kinderbuchreihe Junge Bibliothek, im Januar 2006 mit der SZ-Kriminalbibliothek; es erschien rechtzeitig zur Fußball-WM 2006 die SZ-WM-Bibliothek, im Herbst 2006 die Hörbuchedition SZ-Bibliothek der Erzähler, im Oktober 2006 die SZ-Vinothek, die Wein verkauft.
Unter der Rubrik Süddeutsche Zeitung Edition werden verschiedenste Bücher auf den Markt gebracht, teils bestehend aus Zweitverwertungen der Redaktionsarbeit (Streiflicht, Reportagen von Seite drei).
Mit der Süddeutsche Zeitung Mediathek (seit 2007: Süddeutsche Zeitung Shop) wurde ein Online-Versandhändler eingerichtet, der die oben genannten Objekte, unter Umgehung des Handels, direkt an die Endkunden vertreibt.
Im Frühjahr 2011 erschienen zum ersten Mal zehn Bände der Süddeutsche Zeitung Bibliothek Graphic Novels (darunter u. a. Persepolis von Marjane Satrapi), gefolgt von weiteren zehn Bänden im Jahr 2012 (darunter u. a. Sandman von Neil Gaiman). Die Reihe erfuhr im März des folgenden Jahres eine Fortsetzung um acht neue Bände, in denen Krimis präsentiert wurden (darunter u. a. From Hell von Alan Moore und Eddie Campbell).

## Gesellschaftliches Engagement

### Hilfswerk SZ Gute Werke
1948 initiierte Werner Friedmann die Spendenaktion der Süddeutschen Zeitung zur Unterstützung bedürftiger Familien und Einzelpersonen, die jedes Jahr vor Weihnachten in der Süddeutschen Zeitung zu Spenden aufruft. Von 1953 bis 1959 und in den 1970er Jahren hatte Karin Friedrich die Leitung der SZ-Hilfsaktion. 1981 wurde der Verein „Adventskalender für gute Werke der Süddeutschen Zeitung e. V.“ gegründet. In den ersten 75 Jahren wurden über 200 Millionen Euro von Lesern der Süddeutschen Zeitung für einen guten Zweck gespendet.
Im Februar 2024 wurde das SZ-Hilfswerk in SZ Gute Werke umbenannt. Damit soll unterstrichen werden, dass das Hilfswerk das ganze Jahr über tätig ist.

### Haus der Gegenwart
Das Haus der Gegenwart ist das Ergebnis eines gleichnamigen Architekturwettbewerbs und ein experimentelles Wohngebäude auf dem Gelände der Bundesgartenschau 2005 in München wurde in Zusammenarbeit mit der Landeshauptstadt München, der Bayerischen Hausbau GmbH und der Fördergesellschaft Landespflege Bayern e. V. als gemeinnütziges Projekt durch das Süddeutsche Zeitung Magazin realisiert.

## Preisträger bei Journalistenpreisen

### Theodor-Wolff-Preis
(Quelle:)
1998: Gerd Kröncke
1999: Annette Ramelsberger
2000: Evelyn Roll, Hans Kratzer
2001: Heribert Prantl
2003: Stefan Ulrich
2005: Wolfgang Görl
2007: Sebastian Glubrecht, Süddeutsche Zeitung Magazin
2008: Thomas Kistner, Süddeutsche Zeitung Magazin
2009: Bastian Obermayer, Süddeutsche Zeitung Magazin
2010: Arne Perras, Joachim Kaiser für sein Lebenswerk
2012: Alexander Gorkow
2013: Jochen Arntz
2014: Kai Strittmatter; Rudolph Chimelli für sein Lebenswerk
2015: Roland Schulz, Süddeutsche Zeitung Magazin (Kategorie Reportage/Essay/Analyse)
2016: Tobias Haberl, Süddeutsche Zeitung Magazin (Kategorie Reportage)
2017: Nicolas Richter (Kategorie Thema des Jahres: Populismus)
2018: Lorenz Wagner, Süddeutsche Zeitung Magazin (Kategorie Reportage)

### Henri-Nannen-Preis
(Quelle:)
2005: Streiflicht
2005: Freddie Röckenhaus, zusammen mit Thomas Hennecke vom Kicker-Sportmagazin
2006: Kurt Kister
2007: Markus Balser, Hans Leyendecker, Klaus Ott
2010: Marc Baumann, Martin Langeder, Mauritius Much, Bastian Obermayer, Süddeutsche Zeitung Magazin, Sonderpreis für den Beitrag „Briefe von der Front“
2014: Moises Saman, Süddeutsche Zeitung Magazin, Preis für die Foto-Reportage „Im Reich des Todes“
2017: Bastian Obermayer, Frederik Obermaier, Vanessa Wormer, Katrin Langhans, Mauritius Much, Hannes Munzinger: Beste Investigative Leistung für die Panama Papers
2019: Katharina Brunner, Sabrina Ebitsch, Sebastian Gierke und Martina Schories: Bestes Web-Projekt für Das gespaltene Parlament
2019: Annette Ramelsberger, Wiebke Ramm, Rainer Stadler und Tanjev Schultz, für ihre fünfjährige Berichterstattung über den NSU-Prozess

### Wächterpreis der deutschen Tagespresse
(Quelle:)
2001: Sonderpreis für Hans Leyendecker
2003: Tomas Avenarius
2007: Hans Leyendecker und Nicolas Richter
2013: Christina Berndt, zusammen mit Jürgen Gückel vom Göttinger Tageblatt und Heike Haarhoff von der Tageszeitung (taz)
2015: Bastian Obermayer und Uwe Ritzer
2018: Hannes Grassegger und Till Krause, Süddeutsche Zeitung Magazin

### Deutscher Reporter:innenpreis
2009: Matthias Eberl: Außen Puff, innen die Hölle (Beste Webreportage)
2010: Tobias Kniebe und Alexander Gorkow: Junge Nummer Eins (Beste Kulturreportage)
2012:
- Michael Obert: Der Bürgermeister der Hölle (Beste freie Reportage)
- Alexander Gorkow (Text) und Andreas Mühe (Fotos): USA, 20.56 Uhr (Grand Prix)

2013: Bernhard Albrecht (SZ-Magazin): Und Frieda lebt doch (Freistil)
2013: Alfred Steffen, Tobias Haberl und Alexandros Stefanidis (SZ-Magazin): Sagen Sie jetzt nichts, Peer Steinbrück (Sonderpreis)
2014: Sven Michaelsen und Fritz J. Raddatz (SZ-Magazin): Es gab zu viele Verwundungen und Sven Michaelsen und Niklas Frank (SZ-Magazin): Niklas Frank (Bestes Interview)
2016:
- Lara Fritzsche (SZ-Magazin): Frauenlauer (bester Essay)
- Björn Stephan (SZ-Magazin): Klassenunterschied (bester Text eines Freien Reporters)
- Roland Schulz (SZ-Magazin): Ganz am Ende
- Katrin Langhans, Hannes Munzinger, Frederik Obermaier, Bastian Obermayer, Mauritius Much, Vanessa Wormer zusammen mit dem Internationalen Netzwerk investigativer Journalisten (ICIJ) über die Enthüllung der Panama Papers: Das Leak (beste Investigative Recherche)

2017: Emilia Smechowski (Süddeutsche Zeitung Magazin): Paul Ziemiak: Der Anpasser (bester Text eines Freien Reporters)
2018: Alexander Gorkow
2019: Bastian Obermayer, Frederik Obermaier, Leila Al-Serori, Oliver Das Gupta, Peter Münch: Die Ibiza-Affäre (Investigation)
2020:
- Sabrina Ebitsch, Hennes Elbert, Christian Endt, Verena Gehrig, Michael Hörz, Dalila Keller, Stefan Kloiber, Markus C. Schulte von Drach und Marlene Weiß: Anatomie einer Katastrophe (Multimedia)
- Sabrina Ebitsch, Lea Gardner, Christian Helten, Malte Hornbergs, Stefan Kloiber, Hannes Munzinger, Antonie Rietzschel, Lisa Schnell, Martina Schories und Vanessa Wormer: Die digitale Infektion (Datenjournalismus)

### Axel-Springer-Preis
(Quelle:)
2006: Steffen Kraft
2007: Redaktionsteam Jetzt.de

### Grimme Online Award
2006: Jetzt.de